# Leon Lai
 (janvier 2024).
Leon Lai (黎明; pinyin : Lí Míng ; cantonais: lai4 ming4), né le 11 décembre 1966, est un acteur chinois et un chanteur hongkongais considéré comme l'un des « Quatre rois célestes de la cantopop ».

## Biographie
Né à Pékin en Chine sous le nom de Li Jie (黎捷), Lai est l'enfant unique de sa famille. Ses parents divorcent alors qu'il a quatre ans. Pendant sa jeunesse, Lai fait ses études au King's Way Princeton College en Angleterre. Avant de devenir chanteur à Hong Kong, il travaille comme vendeur pour une société de téléphonie mobile. En 1986, il finit deuxième à la compétition télévisée New Talent Singing Awards, organisée par la chaîne TVB. Par la suite, il signe un contrat avec Polygram (aujourd'hui Universal Music). Lai signe ensuite un nouveau contrat avec Sony Music le 23 mars 1998.
Depuis le début de sa carrière, Leon a été lié à de nombreuses célébrités féminines. L'une de ses partenaires les plus célèbres était Shu Qi. Sa partenaire actuelle serait le mannequin Gaile Lok.

## Carrière

### Chanteur
Avec Jacky Cheung, Andy Lau et Aaron Kwok, ils sont surnommés les « Quatre rois célestes ». (四大天王) par les médias. Lai est un chanteur populaire des années 1990.
Au début de sa carrière, il chante majoritairement de la cantopop. Puis, à la demande de son producteur Mark Lui, il aborde la musique électronique populaire, associée à des clips vidéos travaillés. 
Il reçoit le titre de « Chanteur le plus populaire » de la TVB Jade Solid Gold en 1993 et 1995, ainsi que quatre « Chanson de l'année ». En 1996, Leon Lai remporte 16 distinctions hongkongaises, record partagé avec les chanteurs Sky King et Jacky Cheung.
En 1999, il annonce qu'il refuserait à l'avenir toute nouvelle récompense hongkongaise. 
En 2002, il est choisi pour chanter Charged up, l'hymne chinois de la Coupe du monde.
Lai délaisse sa carrière musicale à partir de la fin des années 1990. Ses derniers albums se vendent moins bien et il est éclipsé par de plus jeunes talents.
En 2004, Leon Lai fonde sa propre maison de disques, "A Music" - East Asia Record Production Company Limited, avec Peter Lam. Le premier album produit par la société, Dawn sort en septembre 2004.

### Acteur
En 1996, Lai a été nommé pour la récompense du Meilleur acteur aux 16e Hong Kong Film Awards pour le film Comrades, Almost a Love Story, qu'il ne remporta pas. En 2002, Lai fut nommé aux Golden Horse Awards, l'équivalent des Oscars de Taïwan. Il remporta le titre du Meilleur acteur pour Trois histoires de l'au-delà. En 2004, Lai scénarisa Leaving Me, Loving You avec Wilson Yip, mais le film fut un échec.

### Autres activités
Lai est producteur de publicités pour le « Dress Casual Day » de l'organisation hongkongaise « Community Chest ». Ces dernières années, il a participé à de nombreux galas de charité et œuvres caritatives, avec la reconnaissance de l'UNICEF.
Lai a été élu parmi les « dix personnalités les plus remarquables » de 1997, et a reçu une médaille honorifique (Medal of Honour), le 12 octobre 2003, des mains de Tung Chee-Hwa, à Hong Kong.

## Filmographie
(janvier 2024).

### Films
(Note: un # après l'année du film signale un rôle mineur)
- The Choice: A Story of the Old Shanghai (2016)
- Night Peacock (夜孔雀, 2016)
- The Guest	(不速之客, 2016)
- The Secret (消失愛人, 2016)
- Lady of the Dynasty (王朝的女人·杨贵妃, 2015)
- One Night Surprise (一夜惊喜, 2013)
- White Vengeance (鴻門宴, 2011)
- Frozen (為你鍾情, 2010)
- Fire of Conscience (火龍, 2010)
- The Magic Aster (2009)
- The Founding of a Republic (建國大業, 2009)
- Bodyguards and Assassins (十月圍城, 2009)
- Le Royaume des guerriers (江山美人, 2008)
- Moonlight In Tokyo (情義我心知, 2005)
- Seven Swords (七劍, 2005)
- Leaving me, Loving you (大城小事, 2004)
- Infernal Affairs 3 (無間道III終極無間, 2003#)
- Heroic Duo (雙雄, 2003)
- Golden Chicken 2 (金雞2, 2003)
- Trois histoires de l'au-delà (三更, 2002)
- Bullets of Love (不死情謎, 2001)
- Everyday Is Valentine (情迷大話王, 2001)
- Dream of a Warrior (天使夢, 2001)
- Skyline Cruisers (神偷次世代, 2000)
- Love at First Sight (一見鍾情, 2000)
- A Hero Never Dies (真心英雄, 1998)
- City of Glass (玻璃之城, 1998)
- Love Generation Hong Kong (新戀愛世紀, 1998)
- Les Dieux du jeu 3 : Les débuts (賭神三之少年賭神, 1997)
- Killing Me Tenderly (愛你愛到殺死你, 1997)
- Eighteen Springs (半生緣, 1997)
- Comrades, Almost a Love Story (甜蜜蜜, 1996)
- Les Anges déchus (墮落天使, 1995)
- Love and the City (都市情緣, 1994)
- Run (zh) (1994)
- Fearless Match (1993)
- Niki Larson (城市獵人, 1993)
- Le Poison et l'épée (1993)
- Gun n' Rose (龍騰四海, 1992)
- The Magic Touch (1992)
- The Wicked City (妖獸都市, 1992)
- Shogun and His Little Kitchen (1992)
- With or Without You (1992)
- Fun & Fury (痴情快婿, 1991)
- Party of a Wealthy Family aka. The Banquet (豪門夜宴, 1991)
- Fruit Bowl (1991)
- Four Loves (四千金, 1989)
- Mr. Handsome (美男子, 1987)

### Séries télévisées
- 1986 : Foundling's Progress (男儿本色)
- 1987 : A Friend in Need (飞越霓裳)
- 1988 : Bing Kuen (兵权)
- 1988 : Yankee Boy (回到唐山)
- 1989 : Song Bird (天涯歌女)
- 1989 : Chun Mun Kong Chuen Kei (晋文公传奇
- 1989 : Period of Glory (风云时代)
- 1990 : Cherished Moments (回到未嫁時)
- 1991 : Challenge Of Life (人在邊緣)
- 1991 : The Breaking Point (今生無悔)
- 1993 : The Legendary Ranger (原振俠) (basé sur un roman de Ni Kuang)
- 1994 : Class Of Distinction (阿SIR早晨)
- 2018 : Ever night (将夜)

## Discographie

### En cantonais
- Leon (1990)
- Meet in Rain (相逢在雨中) (1990)
- Just wanna be close to you (親近你) (1991)
- It's Love. It's Destiny (是愛是緣) (1991)
- Personal Feeling (我的感覺) (1991)
- Hope We're not just Friends (但願不只是朋友) (1992)
- The Most Charming Person (傾城之最) (1992)
- I love you, OK? (1992)
- My Other Half (我的另一半) (1993)
- Summer of Love (夏日傾情) (1993)
- Chateau de Reve (夢幻古堡) (1993)
- Love Between Sky and Earth (天地情緣) (1994)
- Destined Love + Compilation (情緣) (1994)
- Red Hot Fire Dance (火舞艷陽) (1994)
- Great Passion Between Sky and Earth (天地豪情) (1995)
- Dream Chase (夢.追蹤) (1995)
- Perhaps (1996)
- Feel (感應) (1996)
- If (1997)
- Leon's (1997)
- Leon Sound (1997)
- I Love You so much (我這樣愛你) (1998)
- City of Glass OST (玻璃之城電影原聲大碟) (1998)
- If I Can See You Again (如果可以再見你) (1998)
- Leon Now (1999)
- Eyes Want to Travel (眼睛想旅行) (1999)
- Beijing Station (北京站) (2000)
- Leon Club Sandwich (2000)
- Happiness (喜) (2001)
- The Red Shoes (2001)
- The Red Shoes...Evolution (2001)
- Leon Charged Up (2002世界盃衝鋒陷陣) (2002)
- Homework (2002)
- Leaving Me Loving You OST (大城小事原聲大碟) (2004)
- Leon Dawn (2004)
- Love & Promises (2004/2005 (Special Edition))
- Long Lasting Love (長情) (2005)

### En mandarin, coréen ou japonais
- Will You Come Tonight (今夜你會不會來) (1991)
- Accumulating All My Love (堆積情感) (1992)
- Autumn Dawn (秋天的黎明) (1993)
- Stay For Me (為我停留) (1994)
- My True Heart is Presented to You (我的真心獻給你) (1994)
- Love is Hard to Get (愛難求) (1995)
- Why Aren't You My Future (為何你不是我的未來) (1996)
- Disagreement of Words and Thoughts (口不對心) (1997)
- DNA Gone Wrong (DNA出錯) (1997)
- The World of Leon Lai (1997)
- I Love You So Much (我這樣愛你) (1997)
- City of Glass OST (玻璃之城電影原聲大碟) (1998)
- Korean Soundtrack (1998)
- Longing (嚮往) (1998)
- If I Can See You Again (如果可以再見你) (1998)
- Never Ever (1999)
- None But Me (非我莫屬） (1999)
- Leon Now (1999)
- Hot & Cool (2000)
- You Are My Friend (2000)
- Leon Dawn Leon (2004)
- A Story (一个故事)(2005)
- 4 in Love（2007）
- X U（2011)

## À noter
- Littéralement, son nom de scène (黎明 - Lai Ming) signifie Crépuscule en chinois.